# Thomas Bramerie

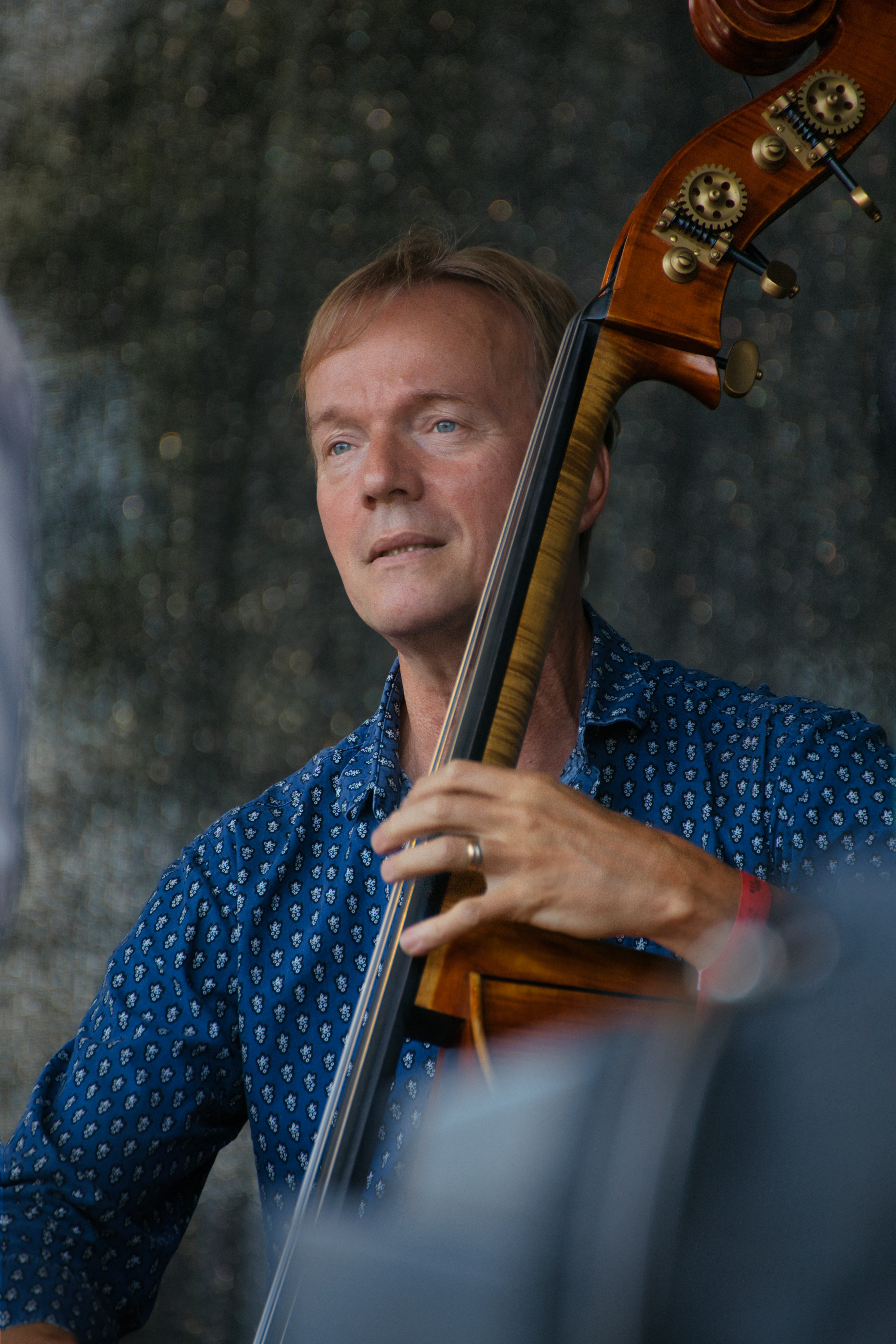
Thomas Bramerie auf dem INNtöne Jazzfestival 2024

Thomas Bramerie (* 18. September 1965 in Bergerac) ist ein französischer Jazzmusiker (Kontrabass, Komposition).

## Leben und Wirken
Bramerie wuchs in Toulon auf. Dort begann er 1980 bei Tony Petrucciani Gitarre zu studieren und setzte 1984 seine Ausbildung bei Jean-Paul Florens fort. Anschließend begann er in der Gruppe von Stéphane und Lionel Belmondo am E-Bass, entschied sich aber 1988 schließlich für den Kontrabass. Er nahm an Tourneen von Peter King, Ted Nash und Bobby Porcelli teil und spielte im Konzert mit Chet Baker, Toots Thielemans, Horace Parlan, Johnny Griffin und Steve Grossman.
1991 zog er nach Paris, wo er Barney Wilen, Éric Barret und Alain Jean-Marie begleitete. 1992 bildete er mit Olivier Hutman und Sangoma Everett eine Rhythmusgruppe, die bei Clubkonzerten zahlreiche Solisten wie Clifford Jordan, Frank Wess, Philip Catherine, Tom Harrell, Joe Lovano, Ernie Watts, James Moody oder Benny Golson unterstützte. Zwischen 1993 und 1996 gehörte er zu den Bands von Laurent de Wilde, der Belmondo-Brüder, Christian Escoudé und André Ceccarelli, mit denen er tourte und aufnahm. Daneben arbeitete er mit Solisten wie Brad Mehldau, Tommy Flanagan, Jimmy Scott, Clark Terry, John Scofield oder Teddy Edwards.
Seit 1997 lebte Bramerie in New York City und arbeitete in den Gruppen von Ari Hoenig, David Berkman, Jerome Sabbagh, Eric Reed und David Schnitter. Mit Dee Dee Bridgewater entstand 2000 das Album Live at Yoshi’s; mit ihr war er auch weltweit auf Tournee. Zudem spielte er auf internationalen Festivals und großen europäischen Clubs mit Al Foster oder David Sánchez. Seit 2002 ist er Mitglied des Ensembles von Simon Shaheen und seit 2004 gehört er wieder zum Trio von Jean-Michel Pilc, mit dem zwei Alben in New York entstanden.
2006 kehrte Bramerie nach Frankreich zurück und war an Pierrick Pdrons Album Deep in a Dream (mit Mulgrew Miller und Lewis Nash) beteiligt. Er gehörte auch zum Saigon Quartet von Julien Loureau und den Bands von André Ceccarelli, Baptiste Trotignon und Elisabeth Kontomanou, mit der er für ihr Album Back to My Groove 2007 aufnahm. In der Folge wurde er Mitglied des Trios von Bojan Z und der Bands von Richard Galliano, Didier Lockwood, Michel Legrand, Éric Le Lann, Sylvain Luc und Aldo Romano. 2018 veröffentlichte er mit seinem Trio (zu dem Carl-Henri Morisset und die Schlagzeugerin Elie Martin-Charrière gehören) und Gästen sein Debütalbum Here.
Bramerie wurde mit verschiedenen Projekten für die Victoires de la Musique nominiert – mit Pierrick Pe´dron (Kubic’ Monk, 2013) und Stéphane Belmondos Love for Chet (2016); auch war er an Eric Legninis The Vox beteiligt, das 2011 mit einem Victoire du jazz ausgezeichnet wurde.